# RAPGEF5
RAPGEF5‏ (Rap guanine nucleotide exchange factor 5) هوَ بروتين يُشَفر بواسطة جين RAPGEF5 في الإنسان.